# Liora
Liora Simon Fadlon (hebräisch ליאורה פדלון סימון; * 1970 in Aschkelon) ist eine israelische Sängerin.

## Leben und Wirken
Schon während ihres Militärdienstes wurde sie musikalisch aktiv. 1994 erschien ihr erstes Album. Als Gewinnerin der israelischen Vorauswahl Kdam Erovizion durfte sie ihr Land beim Eurovision Song Contest 1995 vertreten. Mit der Pophymne Amen erreichte sie Platz 8. Außer in ihrer Heimat wurde sie auch in Südamerika bekannt. Sie lebte von 2004 bis 2006 in Argentinien und hatte Auftritte als Gastsängerin bei Mercedes Sosa und anderen Künstlern Lateinamerikanischer Musik.